# 니시마시즈촌
니시마시즈촌(일본어: 西益津村)은 일본 시즈오카현의 서부, 시다군에 속했던 촌이다. 대부분 현재의 후지에다시에 해당하며 일부는 야이즈시에 해당한다.

## 역사
- 1889년 4월 1일 - 정촌제 시행에 의해 마시즈군 니시마시즈촌이 성립하였다.
- 1896년 4월 1일 - 군 개편에 의해 시다군으로 변경되었다.
- 1951년 1월 1일 - 후지에다정과 합병해 새로운 후지에다정이 성립하여 동일 니시마시즈촌은 폐지되었다.

## 교통

### 철도
- 후지에다야키쓰마 궤도회사
  - 후지에다-야이즈 간 궤도회사선 
    - 후지에다 역(하기오오테 역 부근에 소재. 현 후지에다역과는 무관) - 히라시마역 - (호후쿠시마역 - 세토가와역) - 쓰키지 역 - 다이카쿠지 역
- 시즈오카 철도
  - 슨엔선

### 도로
- 국도 제1호선

## 참고 문헌
- 角川日本地名大辞典編纂委員会,『角川日本地名大辞典 22 静岡県』, 角川書店, 1978年, ISBN 4040012208